# Otenis chalybaea
Otenis chalybaea is een keversoort uit de familie boktorren (Cerambycidae). De wetenschappelijke naam van de soort is voor het eerst geldig gepubliceerd in 1917 door Heller.